# Barbâtre
Barbâtre is een gemeente in het Franse departement Vendée (regio Pays de la Loire) en telt 1420 inwoners (1999). De plaats maakt deel uit van het arrondissement Les Sables-d'Olonne. Het is een van de vier gemeenten op het Île de Noirmoutier.

## Geografie
De oppervlakte van Barbâtre bedraagt 12,4 km², de bevolkingsdichtheid is 114,5 inwoners per km².
De onderstaande kaart toont de ligging van Barbâtre met de belangrijkste infrastructuur en aangrenzende gemeenten.

## Demografie
Onderstaande figuur toont het verloop van het inwonertal (bron: INSEE-tellingen).